# محكمة العدل العليا في كولومبيا
محكمة العدل العليا في كولومبيا (الإسبانية: Corte Suprema de Justicia de Colombia) هي أعلى هيئة قضائية في القضاء العادي الكولومبي تختص بحل المسائل المدنية والجنائية وقضايا الإجراءات الجنائية والمدنية في كولومبيا؛ كما تُعدّ أعلى سلطة فيما يتعلق بتفسير القانون الإداري والقانون الدستوري وإدارة السلطة القضائية.
وحسب الباب الثامن المتعلق بالسلطة القضائية من الدستور الكولومبي لعام 1991 المعدل المادة 2 تتألف المحكمة من 23 قاضيا «يعين قضاة محكمة العدل العليا ومجلس الدولة من قبل السلطة المعنية مِن قوائم يضعها المجلس الأعلى للقضاء» لفترات فردية مدتها ثماني سنوات.
وتجتمع المحكمة في قصر العدل في ساحة بوليفار في بوغوتا.